# بخش رویدر
بخش رویدر، یکی از بخش‌های شهرستان خمیر در استان هرمزگان ایران است. مرکز این بخش، شهر رویدر است.

## تقسیمات کشوری
- بخش رویدر
  - دهستان رودبار
  - دهستان رویدر

شهر: رویدر

## جمعیت
بر پایه سرشماری عمومی نفوس و مسکن در سال ۱۳۹۵، جمعیت بخش رویدر برابر با ۱۴٬۳۲۴ نفر بوده‌است.